# Кабанец, Дмитрий Фёдорович
Дмитрий Фёдорович Кабанец (05.12.1917-18.01.1982) — комбайнёр Лабинской МТС Краснодарского края, Герой Социалистического Труда (25.04.1951).
Родился 5 декабря 1917 года в селе Преградное Медвеженского уезда Ставропольской губернии.
Окончил училище «Трактороуч» (будущий Лабинский социально-технический техникум) в станице Лабинская (1933). Работал механизатором в МТС на Ставрополье.
В 1938 г. призван в РККА. Участник Великой Отечественной войны с августа 1942 года: водитель бензозаправщика, затем командир отделения автороты 184-го батальона аэродромного обслуживания 719-го авиаполка ночных бомбардировщиков, 17-я воздушная армия.
Служил в армии до 1947 года, затем работал механизатором Лабинской машинно-тракторной станции (МТС).
В 1950 году за 25 рабочих дней намолотил на комбайне «Коммунар» 6072 центнера зерна, заняв первое место в районе.
Указом Президиума Верховного Совета СССР от 25 апреля 1951 года за достижение высоких показателей на уборке и обмолоте зерновых культур присвоено звание Героя Социалистического Труда с вручением ордена Ленина и золотой медали «Серп и Молот».
В последующем неоднократно получал рекордные результаты и был дважды награждён орденом Ленина. Убирал на комбайне не только зерновые, но и семенники технических культур, в т. ч. кориандра. Несколько сезонов отработал на уборке урожая на целине.
В 1959 году возглавил Лабинскую межколхозную строительную организацию (МСО). Создал мощную материальную базу, в составе которой был собственный цех по производству стеновых панелей, фундаментных блоков, балок, плит перекрытий.
Жил в городе Лабинск. Умер 18 января 1982 года.
Награждён 3 орденами Ленина (25.04.1951, 07.03.1952, 06.08.1954), орденами Трудового Красного Знамени (21.08.1953), «Знак Почёта» (08.04.1971), медалями, в том числе «За боевые заслуги» (17.08.1943), «За оборону Сталинграда» (22.12.1942).